# Sévères
Pour les articles homonymes, voir Sévère (homonymie).

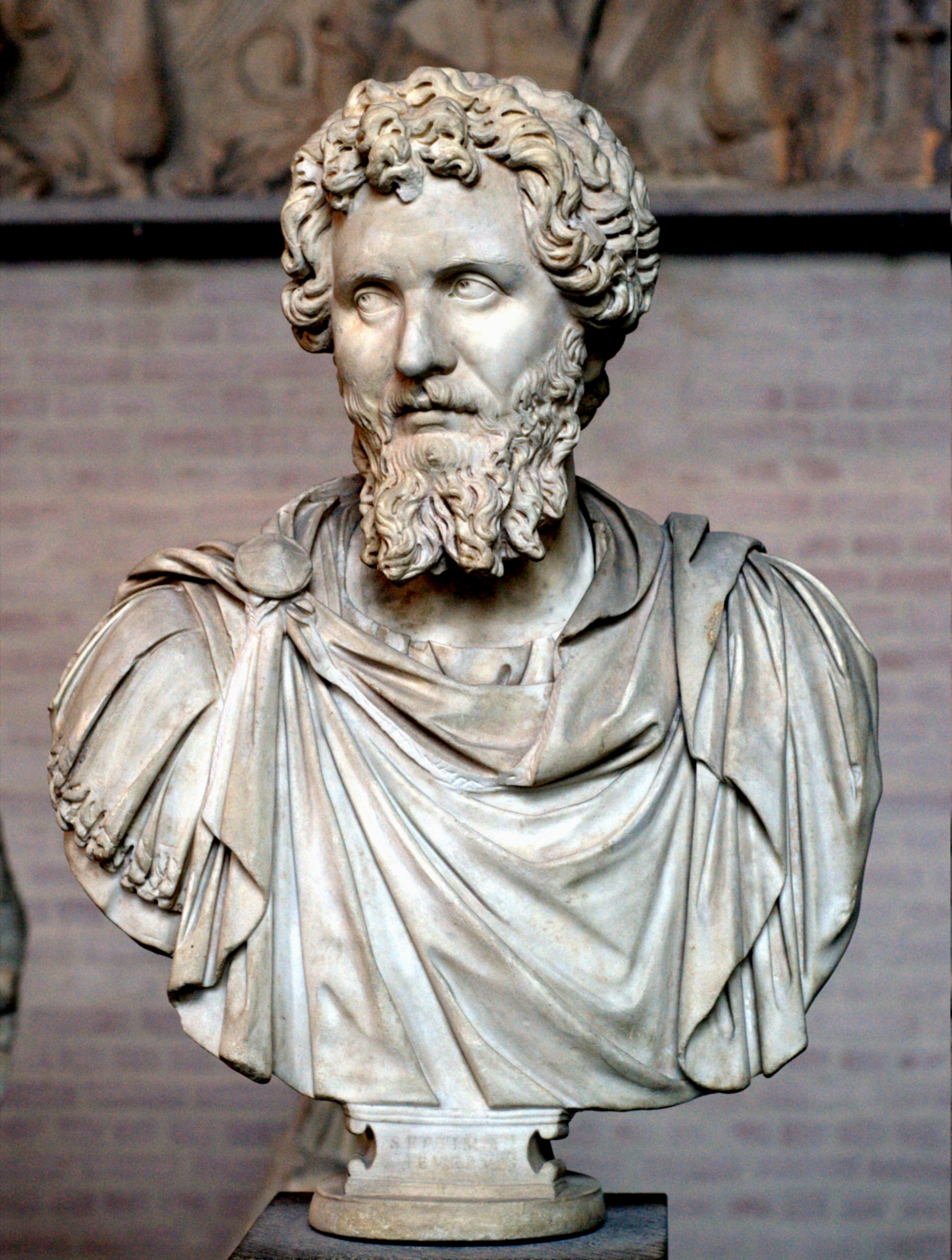
Septime Sévère, fondateur de la dynastie (buste conservé à la glyptothèque de Munich).

Les Sévères sont une dynastie d'empereurs romains du Haut-Empire ayant régné entre 193 et 235 ap. J.-C. Fondée par Septime Sévère, elle vit se succéder cinq empereurs avec une interruption d’avril 217 à juin 218 avec le règne de Macrin. Elle s’éteignit en 235 lorsque Sévère Alexandre, son dernier représentant, fut assassiné. La mort de ce dernier est généralement considérée comme le point de départ de la crise du IIIe siècle.
Bien que Septime Sévère ait été porté au pouvoir par un coup d’État militaire après l'assassinat de Commode, les Sévère se présentèrent toujours comme les successeurs légitimes des Antonins du siècle précédent et mirent l’accent sur la continuité dynastique.
À strictement parler, seuls trois empereurs étaient des Sévère : Septime Sévère, le fondateur de la dynastie (193-211) et ses deux fils, Caracalla (211-217) et Geta (211). À la mort de Caracalla en 217, aucun héritier mâle ne pouvait revendiquer le trône. Les deux derniers représentants de la dynastie, Élagabal (218-222) et Sévère Alexandre (222-235) qui continuèrent la lignée après un bref intermède sous Macrin (avril 217-juin 218) n’étaient pas des parents consanguins de Septime Sévère, mais ses petits-neveux par alliance en tant que petits-enfants de la princesse syrienne Julia Maesa, belle-sœur de Septime Sévère et sœur de sa seconde épouse Julia Domna. Ces deux « empereurs syriens » insistèrent toutefois sur leur lien de parenté avec le fondateur de la dynastie et avec celle des Antonins qui l'avait précédée pour asseoir leur légitimité. Du fait qu’ils accédèrent tous deux très jeunes au trône, leurs mères respectives, Julia Soaemias pour Élagabal et Julia Mamaea pour Sévère Alexandre, de même que leur grand-mère, Julia Maesa, jouèrent un rôle capital dans le gouvernement de l’empire, tout comme Julia Domna avant elles, ce qui fut mal reçu par l’armée et le Sénat et conduisit à la chute de la dynastie.
Avec cette dynastie s’ouvre l’ère des empereurs africains et syriens qui pendant un peu moins d’un demi-siècle dirigeront l'Empire. En s’appuyant sur l’armée et les provinces (l’Afrique du Nord fournissait Rome en blé et en huile alors que la Syrie était le carrefour du commerce international), ils substitueront à l’ancienne aristocratie sénatoriale une nouvelle aristocratie administrative et militaire constituée principalement de membres de l’ordre des chevaliers. Rome et l’Italie furent dépouillées de leurs prérogatives traditionnelles et la fiction républicaine du Principat céda la place à une « monarchie militaire » qui porte en germe l’anarchie militaire qui caractérisera la seconde moitié du IIIe siècle,.

## Tableau généalogique

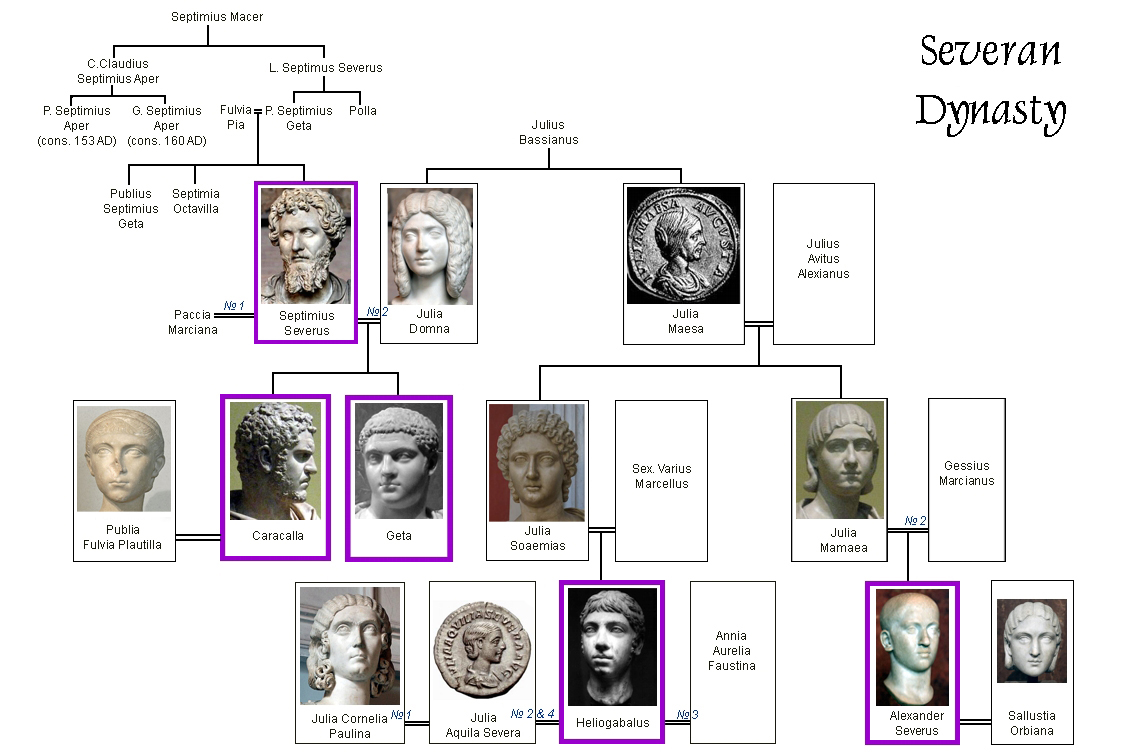
Tableau généalogique de la dynastie des Sévère

## Histoire de la dynastie

### Les premiers Sévères
Fondateur de la dynastie, Septime Sévère, était citoyen romain et originaire d’Afrique du Nord. Son père, Publius Septimus Geta, appartenait à une importante famille de chevaliers de Leptis Magna en Afrique Proconsulaire. Par sa mère, Fulvia Pia, il descendait d'immigrés Italiques (les Fulvii) mariés probablement à des personnes d'origine libyenne. L’empereur Marc Aurèle (r. 161-180) le fit entrer dans l’ordre sénatorial, condition essentielle pour commencer le cursus honorum et entrer au Sénat. Tribun de la plèbe (174), puis préteur (177) il fut nommé légat (gouverneur) en Syrie (180). Il tomba en défaveur sous l’empereur Commode (r. 177-192), mais sa carrière prit un second souffle en 184 lorsqu’il fut nommé gouverneur de Gaule lyonnaise, puis de Sicile avant de devenir gouverneur de Pannonie supérieure en 191. Son mariage en secondes noces avec Julia Domna, fille cadette du grand-prêtre du dieu solaire Élagabal à Émèse et dont il eut deux fils, Caracalla (188) et Geta (189), devait revêtir une grande importance pour la politique dynastique.
L’assassinat de l’empereur Commode le 31 décembre 192 marqua le début de la Année des cinq empereurs, celui-ci ne laissant pas d’héritier. Le nouvel empereur, Pertinax (r. Ier janv – 28 mars 193), fut à son tour assassiné par les soldats de la garde prétorienne après seulement trois mois de règne. Après sa mort, les prétoriens mirent simplement le trône aux enchères : le vainqueur de la compétition fut le riche sénateur Didius Julianus dont le règne ne dura que soixante-six jours. En réaction contre le geste des prétoriens, les légions de province se rebellèrent et acclamèrent leurs propres prétendants : les troupes du Danube nommèrent le gouverneur de Pannonie, Septime Sévère. En Syrie, elles choisirent leur propre gouverneur, Pescennius Niger, pendant qu’en Bretagne, Clodius Albinus, gouverneur de la province, se porta candidat. Toutefois, ce dernier ne brigua pas tout de suite le trône, mais soutint initialement la candidature de Septime Sévère. Ce dernier lui offrit le titre de César, laissant ainsi entendre qu’Albinus lui succéderait. Les deux hommes exercèrent conjointement le consulat en 194.
Septime Sévère décida d’abord de se débarrasser de Pescennius Niger qu’il finit par vaincre près de Byzance à l’automne 195. Maître de l’empire, il manifesta son intention de nommer son fils Caracalla pour lui succéder, ce sur quoi Albinus se sentant trahi se proclama empereur, franchit la Manche et ne fut vaincu par Septime Sévère qu’aux environs de Lyon à l’automne 197,.

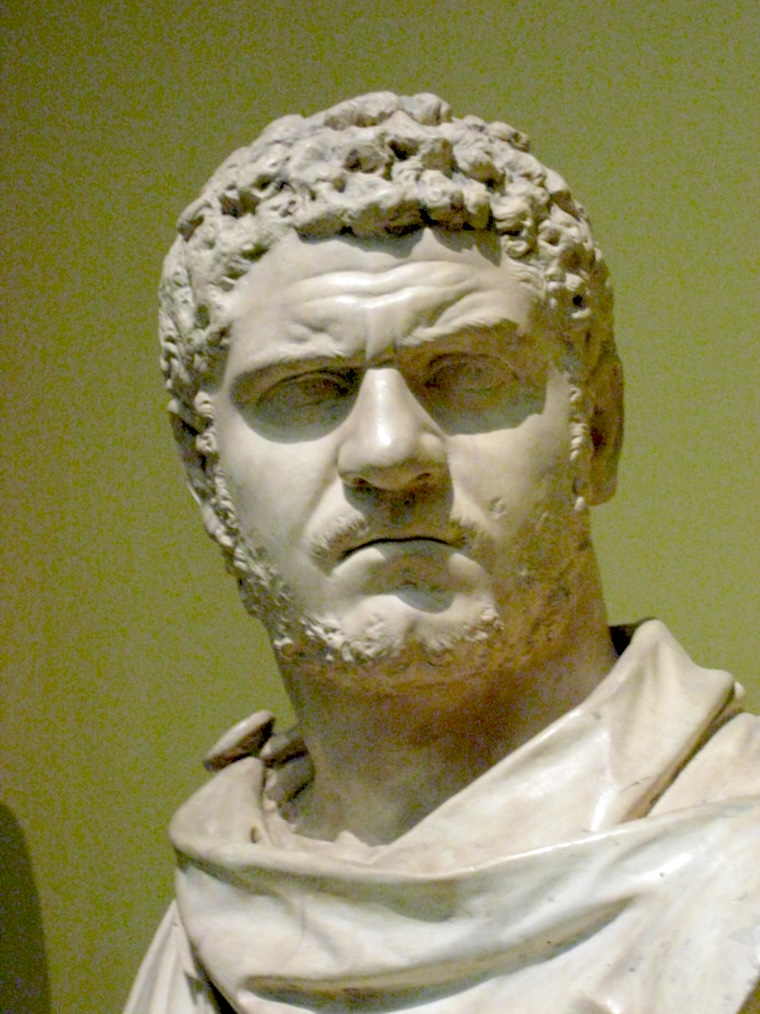
Buste de Caracalla (Musée Pouchkine – Moscou)

Parvenu au pouvoir grâce à l’appui de l’armée, Sévère était conscient qu’il devait compter sur la loyauté de ses légionnaires dont il augmenta substantiellement la solde. Il en résulta des difficultés pour les finances publiques qui se traduisirent par une augmentation des impôts. Par ailleurs, dès son arrivée au pouvoir, Sévère, venu d’une province de l’empire, ne cacha son mépris ni pour le Sénat ni pour l’élite romaine. Sa victoire sur Albinus fut suivie de l’exécution de nombre de sénateurs. Il en proscrit d’autres qui avaient appuyé ses adversaires, confisquant leurs biens tant en Italie qu’en Gaule et en punissant sévèrement les villes comme Antioche sur l’Oronte qui avaient fait de même,.
Contrairement à ses prédécesseurs, il parvint à rétablir l’ordre à Rome. Il commença en accordant les honneurs de l’apothéose à son prédécesseur Pertinax, se ralliant ainsi les derniers partisans de celui-ci et limogea l’ancienne garde prétorienne composée exclusivement de Romains et d’Italiens pour les remplacer par des légionnaires d’élite des armées du Rhin et du Danube,. Et pour la première fois, il stationna une légion, la IIe Parthica, en Italie sur les bords du lac Albano.
À sa mort en février 211, il laissait derrière lui deux successeurs potentiels, même s’il semble avoir eu des doutes sérieux sur la capacité de Caracalla de régner. Tous deux Augustes, Caracalla et Geta revinrent à Rome où leur inimitié devint de plus en plus évidente. Une guerre civile menaçait jusqu’à ce que Caracalla fasse assassiner son frère après onze mois de règne commun. Il s’ensuivit un massacre des partisans de Geta (20 000 si on doit en croire Cassius Dion) dont la mémoire fut effacée. Après ce meurtre, Caracalla n’eut d’autre choix que de s’appuyer encore davantage sur l’armée vers laquelle l’inclinait du reste son caractère. La majeure partie de son règne devait se passer à continuer les combats de son père en Orient, l’administration de l’empire étant laissée à sa mère, Julia Domna.
Soldes de l’armée, campagnes militaires, généreuses subventions aux peuples barbares pour les garder hors des frontières, travaux publics pour plaire à la population de Rome, tout cela finit par affaiblir considérablement les finances publiques que ne put rétablir le recours à la dévaluation monétaire. Bientôt s’établit un climat de terreur qu’entretenait un régime de dénonciations organisé par l’empereur et qui conduisit à une agitation sociale. Si bien qu’alors qu’il préparait une campagne contre les Parthes l’empereur fut assassiné à la suite d'un complot ourdi par son propre préfet du prétoire, Marcus Opellius Severus Macrinus (Macrin), lequel craignait pour sa vie après qu’on eut prophétisé qu’il deviendrait empereur.

### Interrègne

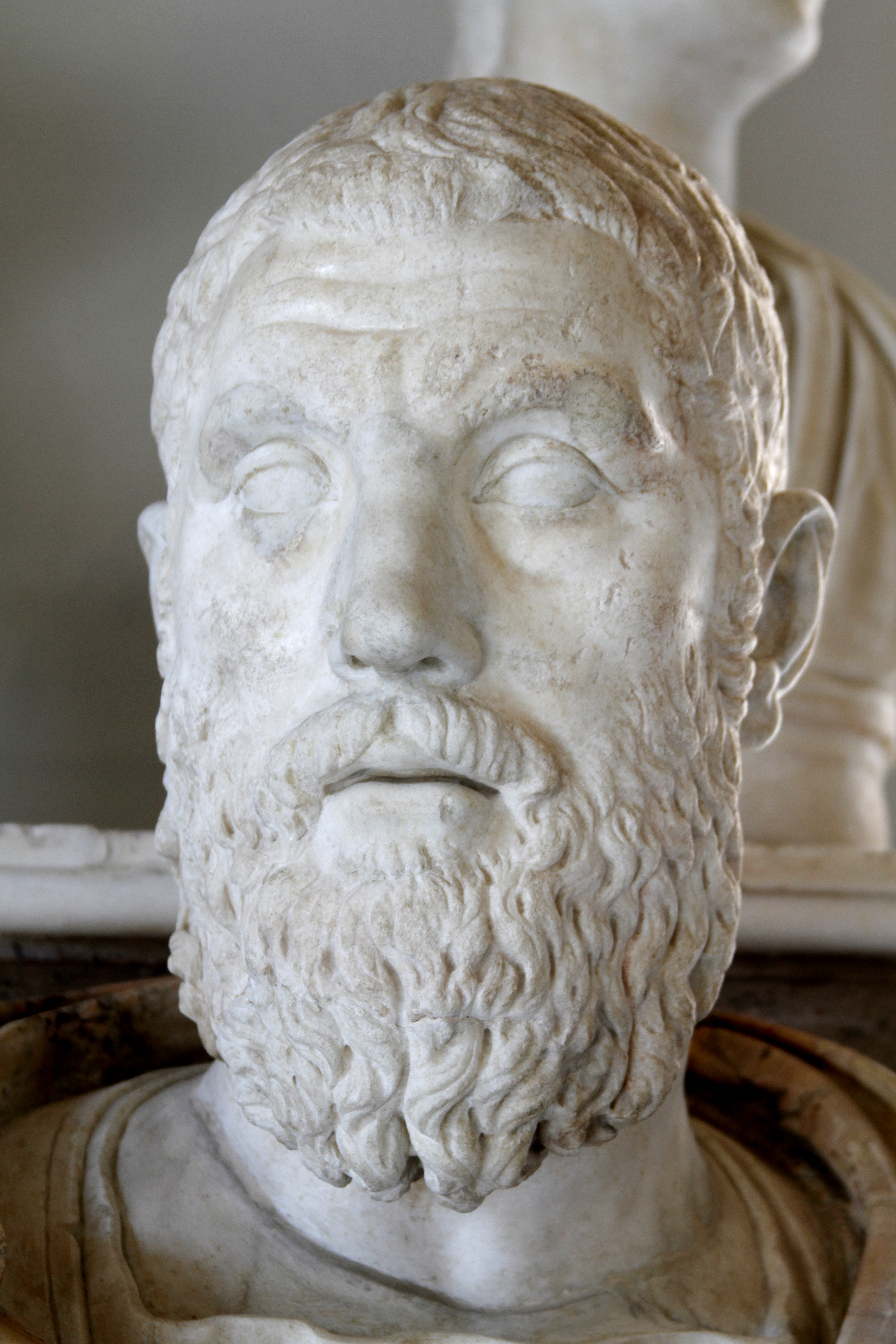
Buste de Macrin (Musée capitolin – Rome)

Caracalla n’ayant pas d’enfant, l’empire resta deux ou trois jours sans empereur. Ignorant que le meurtre de Caracalla par Justin Martialis, un simple légionnaire, avait été commandité par Macrin, l’armée acclama ce dernier comme empereur, choix que se dépêcha de ratifier le Sénat à qui Macrin fit miroiter la promesse d’une collaboration similaire à celle qu'avait établie Marc Aurèle avec lui. Il adopta immédiatement le nom de Severus, en l'honneur de la dynastie de Sévère, et conféra le titre de César et le nom d'Antonin à son fils Diaduménien pour tenter d’établir la continuité avec les dynasties précédentes. Moins de deux mois après l'assassinat de Caracalla, Julia Domna a d'abord tenté de maintenir son pouvoir et a tenté d'évincer Macrin, mais après avoir appris la joie du Sénat romain dans la mort de son fils, Julia a été complètement déçue et elle s'est ensuite suicidée en ne mangeant pas,. La mort de Julia n'a pas garanti le règne de Macrin, car Julia était aimée des soldats qui la vénéraient comme la mère de la garnison, et la mort de Julia a détruit le soutien de l'armée à Macrin.
Pour remettre de l’ordre dans les finances publiques, Macrin permit aux légionnaires déjà enrôlés de conserver la solde élevée consentie par Caracalla, tout en réduisant la rémunération des nouvelles recrues au niveau fixé par Sévère et en concluant une paix jugée humiliante avec les Perses. Mais l’erreur qui lui fut fatale fut de renvoyer à Émèse (aujourd’hui Homs en Syrie) la sœur et les nièces de Septime Sévère, Julia Maesa et ses deux filles, Julia Soaemias et Julia Mamaea ainsi que les deux fils de ses dernières, Élagabal (fils de Julia Soaemias) et Sévère Alexandre (fils de Julia Mamaea). Les « princesses syriennes » laissèrent entendre aux troupes que leur fidélité aux successeurs « légitimes » de Caracalla serait largement récompensée. Le 8 juin 218, à la bataille d'Antioche (218), à une trentaine de kilomètres d’Antioche où se trouvait encore Macrin, une force romaine sous les ordres de Gannys d’Émèse, tuteur d’Élagabal et gouverneur de l’armée de Syrie, affronta celles de Macrin qui dut s’enfuir avec son fils Diaduménien ; les deux furent capturés et tués peu après,.
Julia Soaemias et Julia Mamaea se sont entendues pour présenter le fils de Soaemias, le jeune Varius Avitus Bassianus, un adolescent de quatorze ans, comme le fils adultérin de Caracalla. Celui-ci étant mort sans descendance, Élagabal devient son héritier naturel, à environ 15 ans. Il prend le nom de Marcus Aurelius Antoninus, nom déjà adopté par Caracalla et qui les rapprochait tous deux de la dynastie des Antonins. Introduit avec la complicité du préfet dans le camp de la IIIe légion, celui-ci est immédiatement accepté par les troupes. Après un intermède de quatorze mois, la dynastie des Sévère renoue avec le pouvoir grâce à son clan syrien,.

### Les derniers Sévère

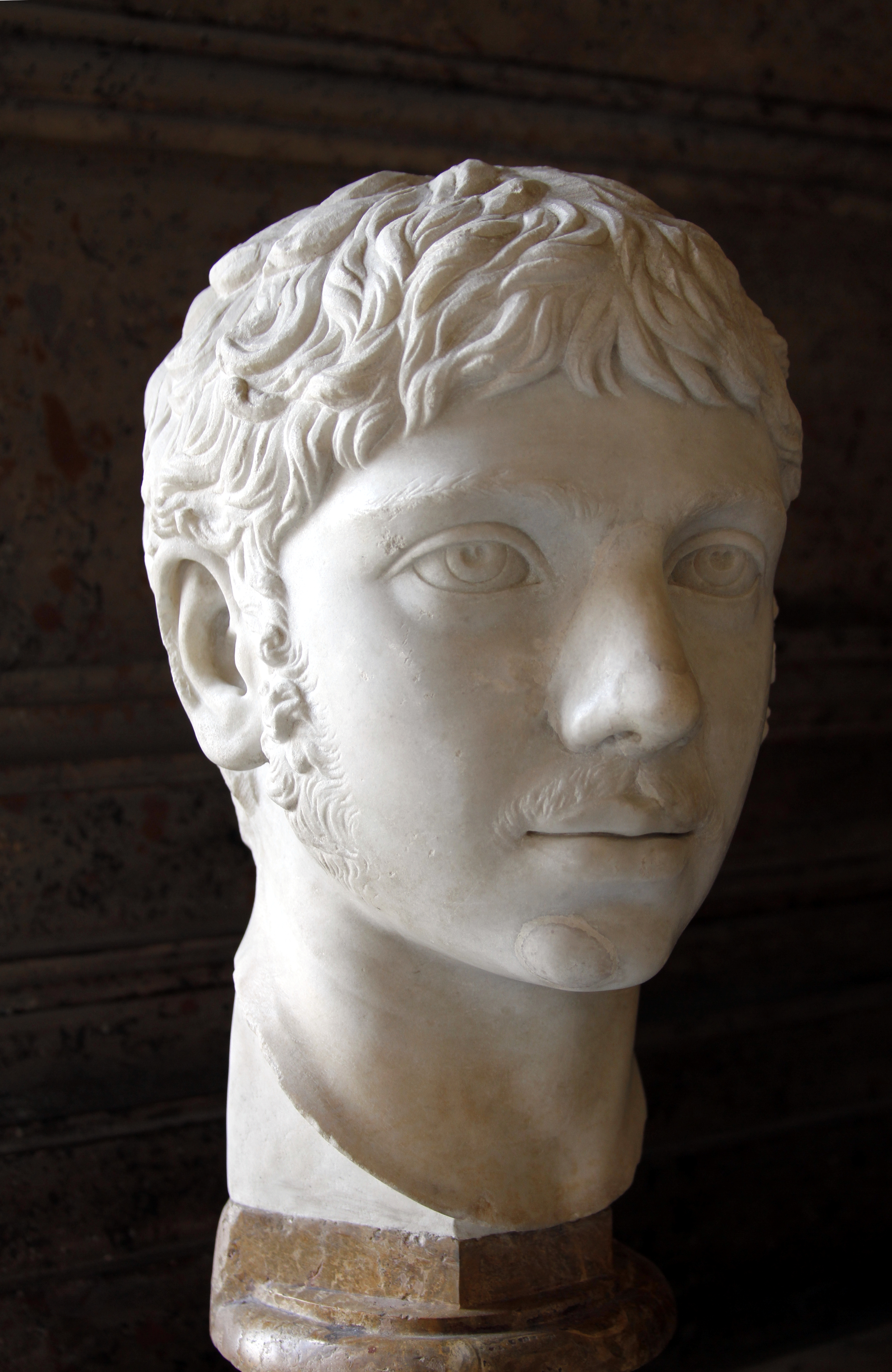
Buste d’Élagabal (Musée capitolin – Rome)

En raison du jeune âge d’Élagabal plus porté vers la religion que vers la politique, la conduite des affaires de l’État échut à sa grand-mère, Julia Maesa, et à sa mère, Julia Soaemias, qui avaient toutes deux pris le titre d’Augusta. Celles-ci ne purent empêcher cependant que le jeune homme fantasque, par ses manières orientales et sa politique religieuse, n’irrite bientôt l’armée qui l’avait spontanément acclamé. Avant tout prêtre du dieu solaire dont le temple se trouvait au sommet d’une montagne surplombant Émèse (ou El Gabal, le dieu-montagne, appelé par les Romains Sol Elagabalus ou Sol Invictus), le jeune homme n’eut d’autre priorité en arrivant à Rome que de construire un temple pour loger l’incarnation de ce dieu, une pierre noire de grande taille, dont le transport avait retardé de plus d’une année son arrivée. Et lorsqu’il voulut faire du culte de ce dieu la religion officielle à laquelle serait subordonnée la religion traditionnelle, il provoqua également le ressentiment de l’aristocratie sénatoriale. Ce fut en vain que Julia Maesa tenta de faire en sorte que son petit-fils corresponde un peu plus aux attentes du peuple romain, du Sénat et surtout de l’armée. Le clan syrien n’avait aucune autre assise à Rome que la protection des troupes qui étaient stationnées tout près. Julia Maesa, toujours prudente, contraignit Élagabal à adopter en 221 son cousin, Bassianus Alexianus, fils de Julia Mamaea (laquelle espérait régner par l’intermédiaire de son fils) et à nommer celui-ci césar,.
Elles préparèrent le terrain en présentant également ce dernier comme fils adultérin de Caracalla. Né à Arca (Tell Arqa) en 208 et fils du procurateur Gessius Marcianus et de Julia Mamaea, le jeune homme reçut une éducation soignée à la romaine, se présentant ainsi comme l’antithèse d’Élagabal, l’oriental. Le 13 mars 222, alors qu’Élagabal se trouvait dans une caserne de prétoriens, une émeute éclata probablement organisée par Julia Maesa et Julia Mamaea. Élagabal et sa mère furent tués par les prétoriens et leurs cadavres jetés dans le Tibre.

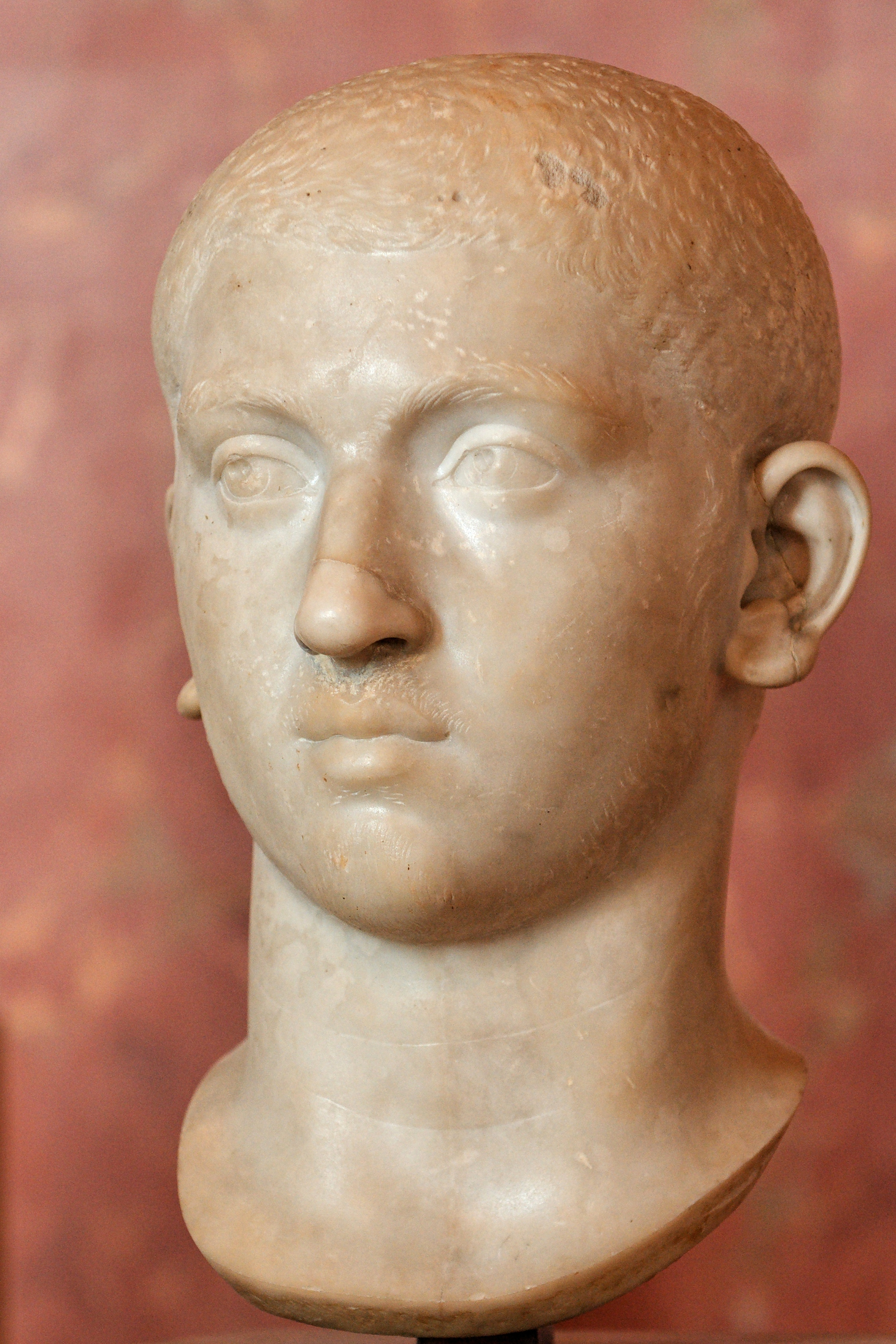
Buste de Sévère Alexandre (Musée du Louvre – Paris)

Le jeune Bassianus Alexianus, qui après son adoption avait pris le nom de Marcus Aurelius Alexandre, devint ainsi empereur et prit dès lors le nom de Marcus Aurelius Severus Alexandre, se rattachant ainsi officiellement à la dynastie des Sévère. On doit sans doute au sens politique de Julia Maesa le fait que son petit-fils ait pu prendre le pouvoir sans effusion de sang, alors qu’il n’avait que treize ans, que le clan des Syriens était discrédité et que les légionnaires auraient pu choisir l’un des leurs comme nouvel empereur. Mais, une fois encore, la loyauté bien ancrée de ceux-ci à l’endroit de la dynastie des Sévère et la filiation alléguée avec Caracalla furent les facteurs décisifs.

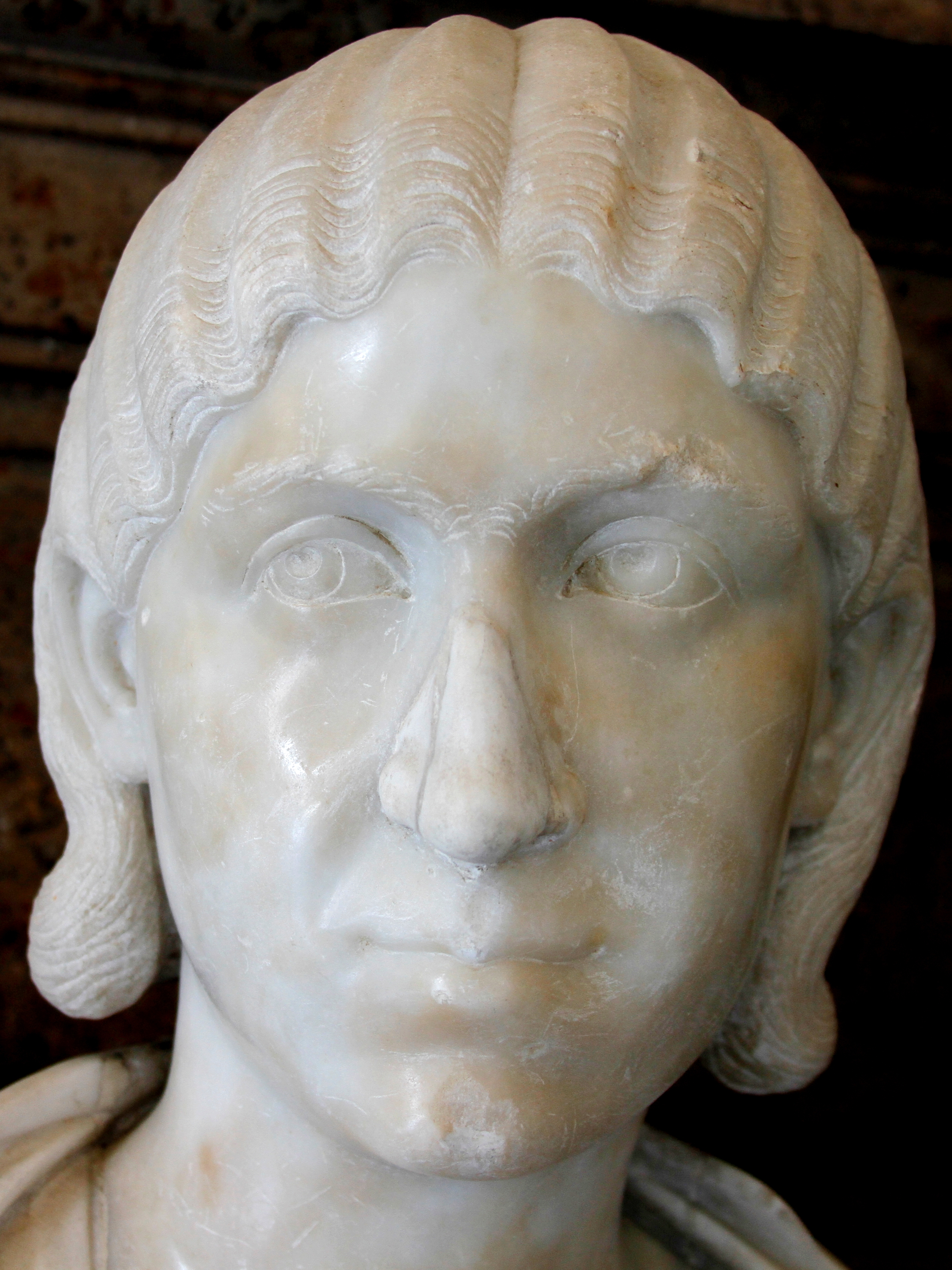
Buste de Julia Mamaea, Musée capitolin, Rome.

Avec l’arrivée au pouvoir de Sévère Alexandre, la pérennité de la dynastie était assurée. Julia Maesa, sa grand-mère, étant morte peu après son avènement en 224/225, la réalité du pouvoir se concentra dans les mains de sa mère, Julia Mamaea autour de qui se reconstitua au palais un cercle brillant. Véritable puissance derrière le trône, Julia Mamaea fit suivre à son fils une politique pro sénatoriale, humanitaire et tolérante qui fonctionna assez bien en temps de paix. Mais lorsque sous la conduite du roi Ardachîr Ier les Sassanides pillèrent la Mésopotamie et la Cappadoce en 231, Sévère Alexandre se révéla un chef militaire sans envergure, aux prises avec des révoltes sporadiques de ses troupes agacées par son irrésolution.
Pour cette campagne en Orient qui ne s’avéra qu’un demi-succès, l’empereur avait dû faire venir des troupes de la frontière nord de l’empire laquelle s’était retrouvée dégarnie, provoquant une invasion des Alamans. Dès lors, la Syrienne Julia Mamaea et son fils furent soupçonnés d’avoir donné la préférence à leur pays d’origine. De plus Julia Mamaea avait une réputation d’avarice déplaisante pour les soldats habitués au cours des derniers règnes à recevoir de nombreuses donations. Aussi, lorsque après un bref séjour à Rome en 233 pour y célébrer des Jeux, Sévère Alexandre dut s’installer à Mogontiacum (aujourd’hui Mayence en Allemagne), une émeute éclata dans le camp alors que l’empereur, hésitant à combattre, s’apprêtait à acheter la paix avec les Alamans. L’empereur et sa mère furent assassinés le 18 mars 235 dans la tente de celui-ci et la soldatesque choisit immédiatement l’un des siens, Maximin le Thrace (r. 235–238), comme empereur.
La dynastie des Sévère s’éteignit ainsi pour faire place à une série d’« empereurs-soldats » dont Maximin fut le premier représentant. Les militaires qui avaient eu une influence primordiale sur le choix de l’empereur au cours de la dynastie des Sévère s’installaient eux-mêmes au pouvoir.

## La légitimation du pouvoir
Septime Sévère devait son accession au pouvoir aux troupes qui l’avaient acclamé. C’est grâce à ses succès militaires qu’il put se maintenir et laisser le trône à ses fils. Toutefois, voulant éviter d’apparaitre comme « usurpateur », il couvrit son coup d’État par la fiction qu’il aurait été adopté par le bien-aimé empereur Marc Aurèle (r. 161–181), lequel faisait partie de cette série d’empereurs qui, de Nerva à Lucius Verus (98 à 180), sont appelés en allemand « Adoptivkaiser », ayant été « adoptés » par leur prédécesseur. Avec le recul du temps, le règne de Marc Aurèle passait pour une sorte d’Âge d’or, contrastant fortement avec celui de l’empereur Commode. Cette adoption, si fictive qu’elle ait pu être, permettait à Sévère de se présenter non comme le fondateur d’une nouvelle dynastie, mais comme le continuateur de la dynastie de Marc Aurèle et de s’inscrire dans la lignée des « empereurs adoptés », politique que perpétueront Caracalla et Élagabal qui porteront à leur tour officiellement le nom du célèbre empereur et de sa gens : « Marcus Aurelius Antoninus ». C’est ce que fera aussi Sévère Alexandre, espérant que ce rattachement à la dynastie des Antonins ferait oublier le discrédit dont était affublé son prédécesseur.
Cette image qu’elle voulait donner d’elle-même montre à quel point la dynastie était soucieuse de stabilité et de continuité. Cette pérennité de la politique dynastique ne devait pas seulement assurer la concorde et la paix dans l’empire, mais grâce à une sacralisation de plus en plus accrue de tout ce qui touchait à la maison impériale, prendre un sens religieux et, dès lors, légitime. Avec eux, du reste la maison impériale sera qualifiée de « sacra » et l'empereur se fera appeler dominus.

## Politique étrangère

### Sur la frontière orientale

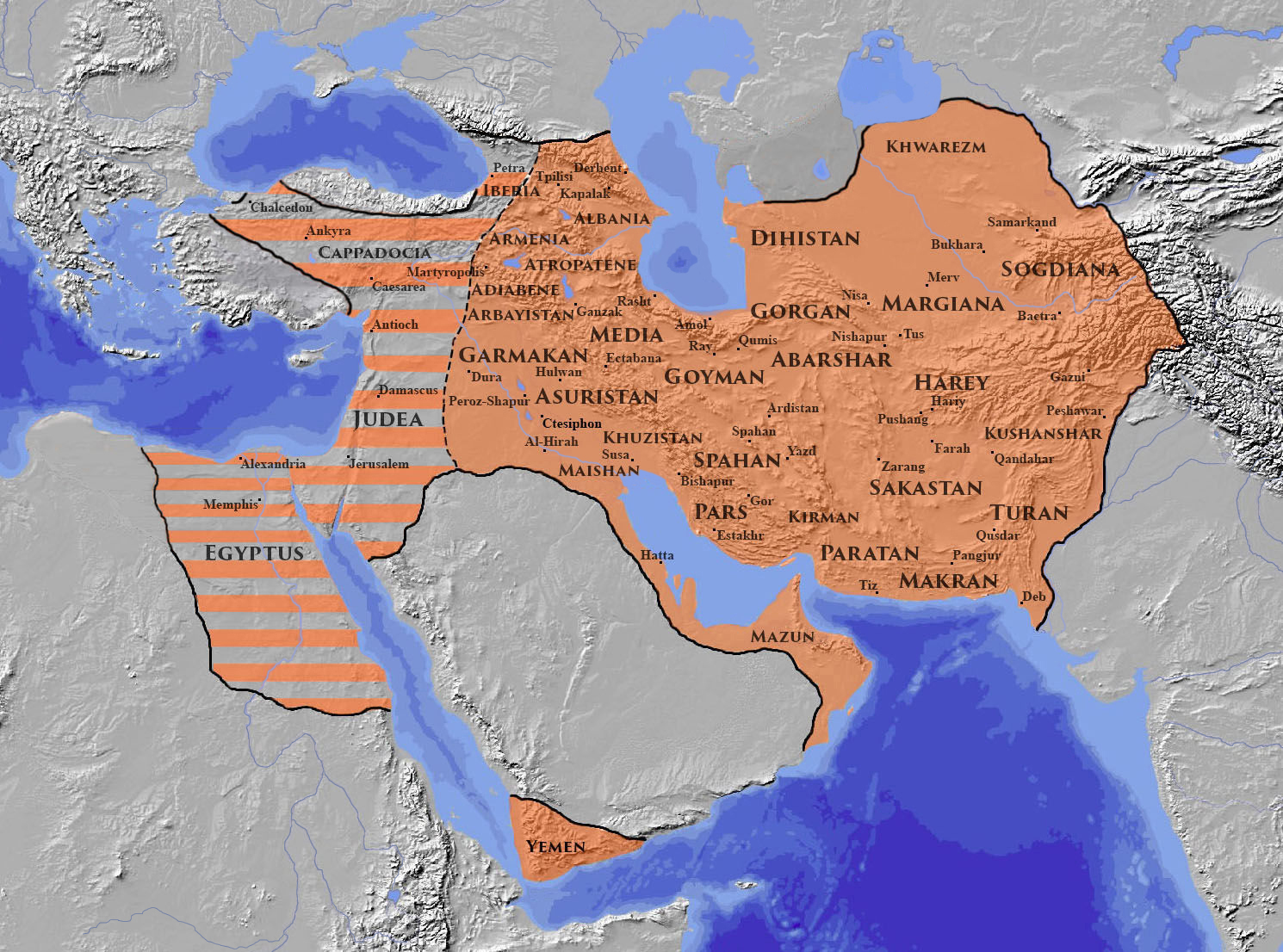
L’empire perse des Sassanides à sa plus grande extension vers 621 apr. J.-C.

Pendant la période des Sévère, les conflits avec les Parthes et leurs successeurs perses constituèrent les enjeux prioritaires de la politique étrangère de Rome. Ayant d’abord prit le parti de Pescennius Niger, les Parthes mirent à profit l’affaiblissement de l’empire au cours de la guerre civile de 193-197 pour tenter d’envahir la frontière orientale de l’empire. La réponse de Septime Sévère fut une imposante contre-offensive qu’il entreprit en 197 dès qu’il eut réussi à vaincre Clodius Albinus. Les Parthes n’y opposèrent qu’une faible résistance, se retirèrent des provinces nouvellement conquises, si bien que les Romains purent avancer jusqu’à la capitale parthe, Ctésiphon, qu’ils conquirent. Toutefois, la tentative de Sévère de prendre la ville d’Hatra, d’une grande importance stratégique et dont le monarque, comme celui des Parthes, avait donné son appui à Niger, ne réussit pas. Dans l’ensemble cependant la campagne fut un succès qui permit à la fois de réaffirmer la suzeraineté romaine sur le nord de la Mésopotamie et de sécuriser la frontière orientale. La province de Mésopotamie que recréa Septime Sévère devait longtemps demeurer partie intégrante de l’Empire romain,.
Caracalla voulait mettre un terme aux tentatives de son père de pacifier la frontière orientale et se lança en 216 dans une guerre d’agression contre l’empire parthe, se donnant comme objectif, de détruire cet empire comme l’avait fait avant lui Alexandre le Grand, son idole. Cet objectif ne fut pas atteint, puisque dès l’année suivante il fut assassiné près de Carrhes (aujourd’hui Haran en Turquie) alors qu’il s’avançait en direction du Tigre avec son armée. Son successeur inexpérimenté, Macrin, ne parvint pas à rétablir la situation et subit en 217 dans les environs de Nusaybin (Nisibe, sud-est de la Turquie d’aujourd’hui) deux défaites successives qui seront suivies d’une paix jugée honteuse par ses soldats. Toutefois, cette paix avec les Parthes permit de ramener la prospérité dans les provinces orientales de l’empire.
Le règne de Sévère Alexandre coïncide avec la fin de la dynastie des Arsacides chez les Parthes et leur remplacement par les Sassanides du roi Ardaschîr Ier. Après avoir consolidé son pouvoir, Ardaschîr entreprit de restaurer l’ancien empire perse conquis par Alexandre le Grand. Dans ce but, il considéra comme siens tous les territoires du Proche-Orient jusqu'à la mer Égée, entrant ainsi directement en conflit avec l'Empire romain et le royaume d'Arménie dont le roi Tiridate II était resté fidèle à la dynastie arsacide. Malgré une offre de compromis proposée par Sévère Alexandre, Ardaschîr maintint ses prétentions. Dès lors, Sévère Alexandre dut se résoudre à monter une campagne militaire. En 232, il obligea les Perses à abandonner leurs nouvelles conquêtes et décida de pousser son avantage en conquérant Ctésiphon. Dans ce but, il divisa son armée en trois colonnes. La première, s’avançant par le nord devait attaquer la Médie en traversant l’Arménie ; la seconde entrer en Perse par le sud par la Babylonie. Lui-même avançait à la tête de la troisième colonne entre les deux premières. Toutefois, cette manœuvre échoua et Sévère Alexandre dut amorcer une retraite jugée d’autant plus honteuse par ses soldats que la colonne du nord était sortie victorieuse de divers affrontements. Déjà toutefois les invasions des Alamans obligeaient l’empereur à ramener les troupes sur le Rhin et le Danube. Les Perses ayant eux aussi subi des dommages considérables, il s’installa sur ce front une trêve qui durera jusqu’à la fin de la période des Sévère, Romains et Sassanides devant porter leur attention ailleurs,,.

### Sur la frontière nord

Les murs d’Hadrien et d’Antonin entre l’Angleterre et l’Écosse dans la province romaine de Bretagne.

Pendant tout le règne de Septime Sévère la situation demeura paisible sur la frontière du Rhin et du Danube. Mais dès la première décennie du IIIe siècle se constitua une confédération des peuples germanique qui, à partir de 213, menaça les intérêts romains et amena Caracalla à diriger personnellement plusieurs campagnes contre les Alamans à la fois sur le Rhin et sur le Danube. Après avoir rétabli l’ordre dans la région du Main et de la Rhétie où Alamans et autres confédérés venaient de pénétrer, Caracalla conclut des alliances avec plusieurs peuples confédérés lesquelles, grâce à une consolidation du limes, assurèrent une période de stabilité qui devait durer une vingtaine d’années,. L’agitation devait toutefois reprendre en 234 lorsque Sévère Alexandre retira une grande partie des troupes stationnées sur le limes du Rhin et du Danube en vue de sa campagne contre les Perses. Les Germains en profitèrent pour mener en 233/234 des razzias au cours desquelles ils amassèrent un riche butin en plus de détruire divers campements militaires. L’empereur conduisit une contre-offensive en 235. Installé à Mayence avec une immense armée, il put récupérer les territoires perdus, franchir le Rhin et s’avancer en territoire ennemi. Toutefois, le bruit ayant circulé qu’il s’apprêtait à conclure des alliances avec ces peuples comme l’avait fait Caracalla, une mutinerie éclata parmi les troupes et l’empereur fut assassiné avec sa mère.
En Bretagne, pour engager la guerre contre Septime Sévère, Clodius Albinus avait dégarni la frontière du nord entre ce qui est aujourd’hui l’Angleterre et l’Écosse. Ceci permit aux calédoniens de pénétrer profondément en territoire romain, y faisant des dommages considérables. Une fois la guerre civile terminée, Rome entreprit de sécuriser à nouveau la frontière. À cette fin, Septime Sévère vint lui-même en Bretagne à la tête d’une imposante armée considérable espérant étendre la domination romaine au nord du mur d’Adrien. Les escarmouches se multiplièrent de 209 à 211 sans qu’une victoire décisive ne puisse intervenir. Après la mort de l’empereur le 4 février 211, Geta et Caracalla, les deux fils qu’il avait emmenés avec lui et qui se détestaient profondément, décidèrent de rentrer à Rome poursuivre la querelle de la succession. Ce fut la fin de l’expansion territoriale de Rome en Bretagne où devait régner par la suite une paix précaire,.

## Politique militaire, finances et économie

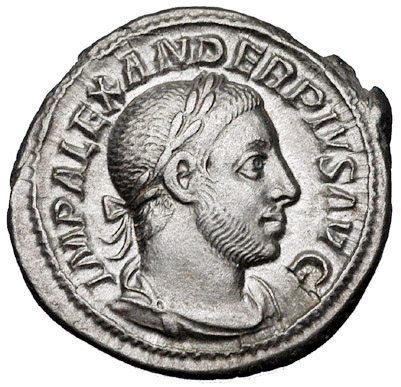
Denier d’argent de Sévère Alexandre dont la pureté fut diminuée de 46.5% à 43%.

L’un des points marquants de la période des Sévère fut l’importance grandissante que prirent les questions de sécurité et la croissance des dépenses militaires. Il devait en résulter de graves conséquences pour les finances de l’État et par conséquent l’économie de l’empire. En particulier, la croissance drastique des coûts en personnel de l’armée empêcha de conduire une politique monétaire stable. Les légionnaires virent leur solde croître considérablement et les donativa ou versements occasionnels devinrent de plus en plus coûteuses, de même que les primes de retraite (20 000 sesterces sous Caracalla). Selon Cassius Dion, les réformes militaires de Sévère auraient valu au Trésor un supplément de dépenses de 70 millions de sesterces qui se traduisirent par des dévaluations monétaires ainsi que l’accroissement des charges à la fois pour les particuliers et pour les villes.
Cette politique de puissance et d’expansion territoriale, amorcée sous Septime Sévère et poursuivie sous Caracalla, ne pouvait avoir que des conséquences désastreuses pour les politiques fiscales et économiques et conduire à la chute de la dynastie sous Sévère Alexandre. La problématique de cette priorité donnée aux militaires devait être résumée dans le conseil donné par Septime Sévère à ses fils sur son lit de mort : « Vivez en harmonie, enrichissez vos soldats et ne vous occupez pas du reste ». Septime Sévère n’accrut pas seulement l’importance politique de l’armée, mais aussi son importance numérique en créant trois nouvelles légions. De 137 000 à 150 000 hommes à la mort d’Auguste, les effectifs passèrent à de 180 000 à 200 000 hommes au début du IIIe siècle. Une légion fut stationnée aux environs de Rome, mettant ainsi fin à la tradition qui se perpétuait depuis l’avènement de l’empire à l’effet de ne pas stationner de légion en Italie. L’obligation annuelle de verser des tributs pour acheter la paix aux frontières greva également les finances publiques.
L’époque des Sévère en fut également une de promotion sociale. Déjà au IIe siècle il était devenu évident qu’il n’était pas judicieux de confier à des sénateurs les hauts postes de commandement de l’armée pour lesquels ils n’avaient pas toujours les compétences nécessaires. Déjà sous les Antonins la carrière avait été ouverte à des officiers d’expérience venant de couches sociales moins importantes. Cette tendance s’accentua sous les Sévère. Des sous-officiers méritant de l’ordre des chevaliers purent accéder à des fonctions plus élevées tant au sein de l’armée que de l’administration civile. Des officiers compétents furent élevés à la dignité sénatoriale et purent par la suite occuper des postes jusque-là réservés à l’élite sénatoriale traditionnelle. Entre 193 et 235 on vit la nomination de 95 nouveaux sénateurs, la plupart issus de l’ordre équestre, de l’armée et de l’administration municipale, nombre d’entre eux venant des provinces. En même temps, le personnel bureaucratique crût avec la multiplication des bureaux (scrinia) et des employés (scrinarii) où les chevaliers se retrouvaient désormais aux postes de commande.
En même temps que s’estompaient les chances d’avancement dues uniquement à l’appartenance à une classe sociale, la professionnalisation du corps d’officier et l’augmentation des primes rendaient plus attrayant le métier de soldat où il s’avérait de plus en plus malaisé d’attirer Romains et Italiens,. De telle sorte que les membres de l’ordre équestre qui se consacraient jusque-là presque exclusivement au commerce se tournèrent de plus en plus vers le métier militaire.
Outre qu’il releva la solde des légionnaires de 50%, Septime Sévère autorisa le mariage légal des soldats dont, jusqu’alors, les unions de fait n’étaient pas reconnues. Ceux-ci purent dès lors vivre avec leurs familles dans des quartiers (canabae) qui se multiplièrent aux abords des camps, les garçons, maintenant reconnus légitimement, étant souvent incorporés dans l’armée à la suite de leur père. Le lien entre soldats et leur lieu d’affectation, souvent plus près de la région dont ils étaient originaires, se renforça. Et pour encourager l’autosuffisance, les garnisons se virent assigner des terrains qu’elles répartirent entre les soldats dont certains devinrent fermiers pendant que d’autres se lançaient dans diverses entreprises lucratives en lien avec la vie des camps (boulangerie, transport, etc.). Néanmoins, ceci eut des conséquences négatives pour la mobilité des troupes, les légionnaires de plus en plus attachés au lieu où était située leur garnison rechignant à s’éloigner de leurs foyers trop longtemps pour aller combattre aux confins de l’empire,.
La période des Sévère en fut une d’expansion territoriale et Septime Sévère dont les pièces de monnaie portaient l’inscription « propagator imperii » fut probablement le plus grand conquérant depuis Trajan et aussi le dernier. En Afrique on vit une avancée vers la Tripolitaine où les souverains Berbères menaçaient les intérêts romains, ainsi qu’en Maurétanie. La Syrie vit son territoire s’étendre jusqu’au Tigre et une nouvelle province de Mésopotamie fut créée. De nouvelles colonies furent fondées en Asie. Mais cette montée en puissance des provinces risquait également de donner à leur gouverneur la tentation de s’emparer du pouvoir. Aussi, les grandes provinces furent scindées en plus petites unités, ce qui en facilitant l’administration, diminuait le pouvoir des gouverneurs. Les provinces de Bretagne et de Syrie où Clodius Albinus et Pescennius Niger étaient gouverneurs avant leur tentative d’usurpation furent divisées en deux. La Numidie qui, jusqu’alors appartenait à l’Afrique proconsulaire fut érigée en province autonome. Caracalla pour sa part divisa l’énorme province d’Hispanie tarraconnaise en deux parties et diminua l’étendue de la province de Pannonie supérieure d’où son père était parti conquérir le pouvoir. À partir de cette époque, pas plus de deux légions ne seront stationnées à la fois dans une même province.
Cette pression accrue du domaine militaire sur les finances de l’État conduira à une dévaluation de la monnaie,,, et à une croissance des taxes. Caracalla doubla la taxe frappant la libération des esclaves et porta la taxe sur les héritages de 5% à 10%. Et si Sévère Alexandre émit le vœu de réduire les impôts, celui-ci demeura limité en raison des difficultés dans lesquelles se trouvaient les finances publiques,. Les décurions (édiles) municipaux devinrent personnellement responsables du recouvrement des impôts dans les villes de province,. De plus, la confiscation des biens appartenant aux adversaires politiques s’avéra une source importante de revenus, surtout sous Septime Sévère,. On exigea à plusieurs reprises une taxe à l’origine volontaire, l’aurum coronarium aux villes et provinces. Beaucoup des riches personnages qui bénéficiaient d’exemptions de taxes perdirent leurs privilèges et le fisc se mit à confisquer d’autorité les biens tombées en déshérence (dits bona caduca) alors qu’ils allaient auparavant au Trésor public.
Une autre répercussion de la dévaluation de la monnaie fut que l’État hésita de plus en plus à accepter les entrées de taxes et d’impôts sous forme monétaire, favorisant ainsi les entrées en nature.

## Législation et justice

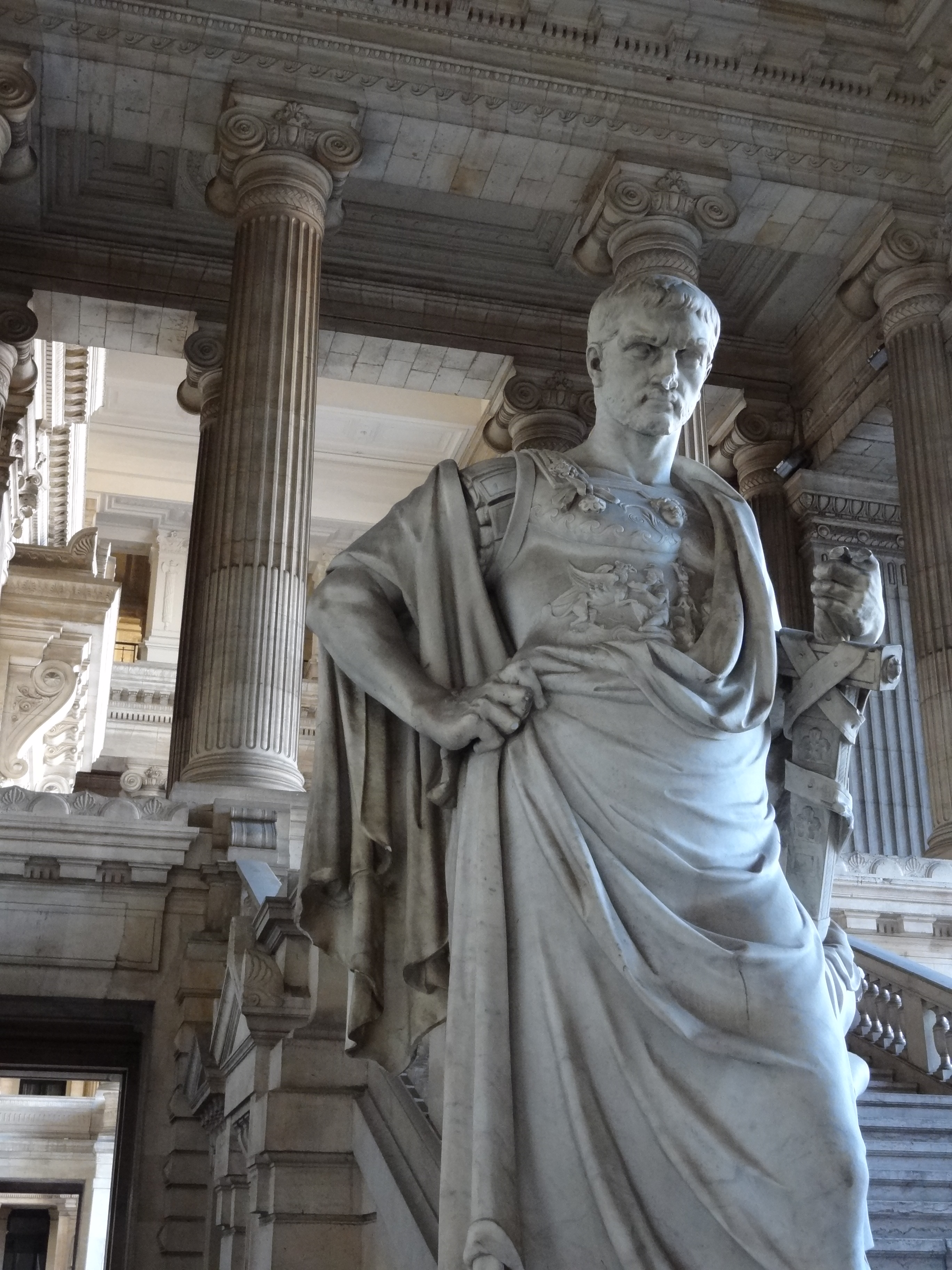
Statue d’Ulpien. Palais de Justice de Bruxelles

Dans le domaine juridique, la tendance vers une unification du droit à travers l’empire et la perte des privilèges des anciennes élites trouva sa meilleure illustration dans la Constitutio Antoniniana dont les dispositions étendaient la citoyenneté romaine à presque tous les citoyens de l’empire. Cet octroi confirmait définitivement l’octroi des mêmes droits aux citoyens libres de l’empire. Important sur le plan juridique, cet édit avait probablement aussi des motifs financiers puisque, tous les citoyens romains étant soumis à l’impôt, les nouveaux citoyens devenaient également des contribuables. C’est probablement aussi pourquoi cette mesure, si importante sur le plan juridique, ne suscita guère d’enthousiasme dans la population de l’empire.
Septime Sévère portait une grande attention au domaine juridique et consacra beaucoup de temps alors qu'il était empereur à ses décisions en matière de droit. De même Caracalla consacra beaucoup d’efforts à la jurisprudence. Aidés par des juristes de talents, membres du conseil impérial, Septime Sévère et ses successeurs promulguèrent un ensemble de lois visant à humaniser le droit et à donner une forme juridique à la vie politique de l'État. La préfecture du prétoire devint, avec les services administratifs qui furent créés, l’élément principal de la structure étatique alors que le Sénat devenait une simple chambre d'enregistrement,.
Sévère Alexandre, surtout en 223 et 224 dans les premières années de son règne, déploya une grande activité législative. Le Code Justinien, un code de lois compilé au VIe siècle, contient 427 édits (constitutiones) qui, selon des recherches récentes, remontent à l’époque de Sévère Alexandre. Il porta une attention particulière à règlementer les appellatio, pourvois auprès de l’empereur après décision d’une instance judiciaire. Son but était d’empêcher que des instances inférieures en se servant d’intimidation ne puissent empêcher ces appels à l’empereur. Ce faisant, il tenta d’accroître le contrôle impérial sur le système judiciaire.
L’époque des Sévère vit un grand développement de la littérature juridique grâce entre autres à trois juristes d’envergure : Papinien, Ulpien et Iulius Paulus. Tous trois furent préfets du prétoire, donc hommes de confiance de l’empereur. Leur œuvre devait prendre toute son importance au moment de la codification du droit romain dans l’Antiquité tardive; les Digeste, second recueil du Code justinien, compilation des consultations des jurisconsultes d'époques diverses (les jura), de la République ou de l'Empire, contient un grand nombre de textes rédigés par ces trois juristes. Un des principes les plus connus fut celui d’Ulpien selon lequel l’empereur n’était pas soumis aux lois : « L’empereur ne peut être lié par les lois » (« Princeps legibus solutus est »). Ce principe fondamental qui, dans les premiers temps du principat, avait été utilisé par divers empereurs pour les dispenser de certaines dispositions des lois devint à l’époque des Sévère un principe général et fut utilisé de façon croissante, les empereurs soulignant que, même s’ils n’étaient pas tenus par la loi, ils s’en inspiraient dans leurs décisions,,.

## Architecture

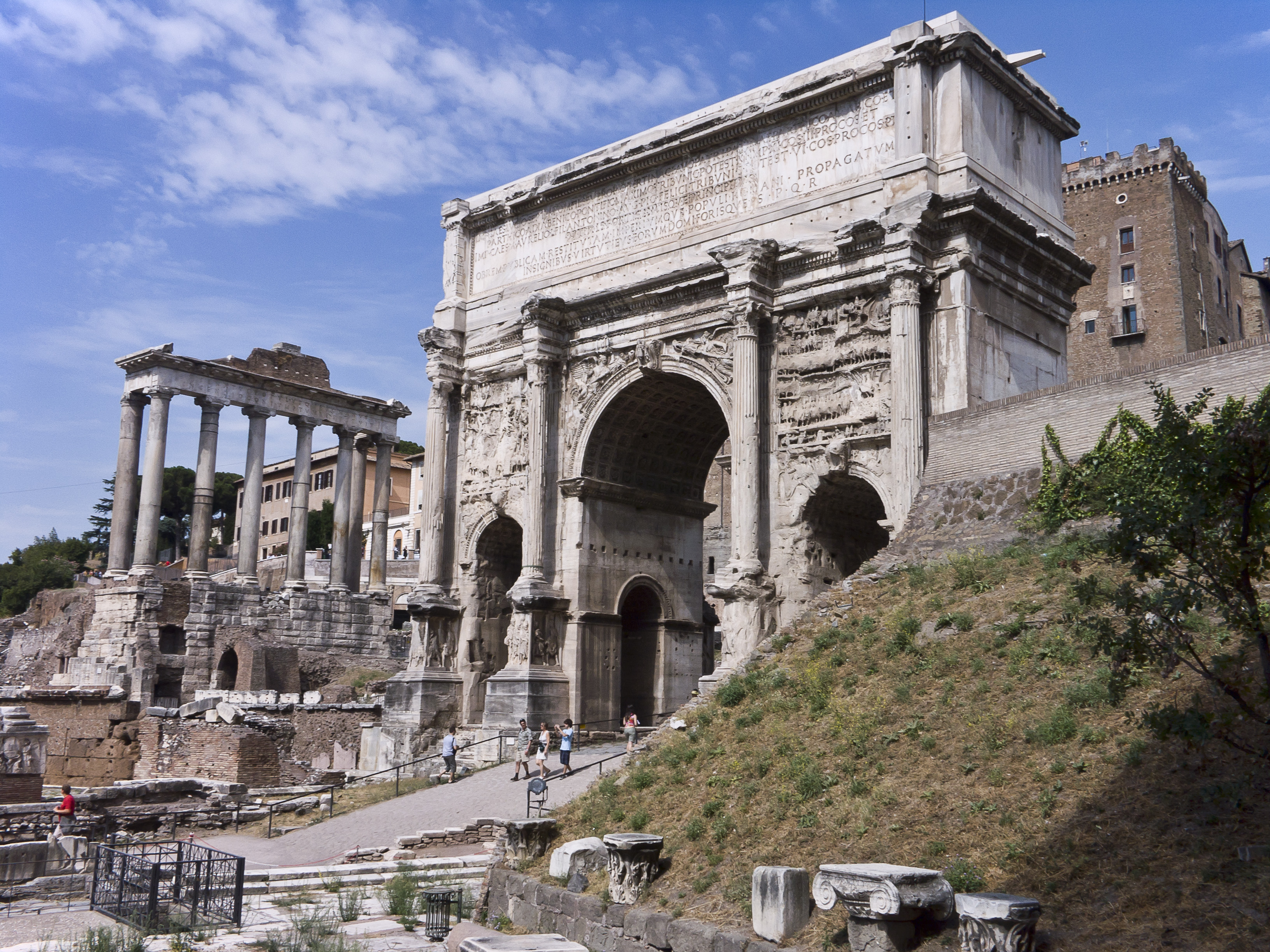
Arc de Septime Sévère sur le Forum de Rome

Les Sévère déployèrent une grande activité architecturale à Rome. Après le grand incendie qui détruisit une partie de la ville en 192 sous l’empereur Commode, il fut nécessaire de reconstruire une grande partie du forum romain. On y construisit un arc-de-triomphe pour célébrer le triomphe de Septime Sévère en Orient. Contrairement à la coutume voulant que seul l’empereur fasse construire de tels arcs-de-triomphe, l’Arc-des-banquiers, comme son nom l’indique, fut construit à la gloire du même empereur par des particuliers. Septime Sévère fit aussi construire sur le Palatin le Septizodium (ou Septizonium), ouvrage monumental qui devait servir de façade au palais impérial face à la via Appia par laquelle les voyageurs en provenance d’Afrique arrivaient à Rome. Le grand projet de l’empereur Caracalla fut la construction de thermes, lesquels avec leur 337 mètres sur 328 mètres étaient les plus imposants du genre à Rome. Tel que mentionné plus haut, l’empereur Élagabal fit construire sur le Palatin un temple magnifique de 160 mètres sur 110 mètres en l’honneur de son dieu. Sévère Alexandre construisit un Nymphaeum et restaura de nombreux édifices, y compris les bains de Néron, dès lors appelés Thermae Alexandrinae et le colisée qui avait été frappé par la foudre.
D’autres monuments importants de l’époque des Sévère furent le Sessorium, un ensemble de palais sur l’Aquilin commencé par Septime Sévère et vraisemblablement complété sous Élagabal auxquels appartenaient l’amphithéâtre Castrense et le Cirque de Varus. Sévère Alexandre fit aussi construire un aqueduc qui porte son nom, l’aqua Alexandrina.
.

L’arc-de-triomphe de Septime-Sévère à Leptis Magna.

Originaire de Leptis Magna, Septime Sévère se souvint de sa ville d’origine, y construisant des édifices qui en firent la troisième plus importante ville d’Afrique avec Carthage et Alexandrie. L’arc-de-triomphe (voir ci-contre) qu’il y fit construire rappelle sa visite avec la famille impériale en 205. En plus de nombreux édifices militaires, il y fit construire une basilique, une nouvelle rue avec colonnades conduisant à un nouveau forum entouré de boutique et fit élargir le port de la ville.

## Sources

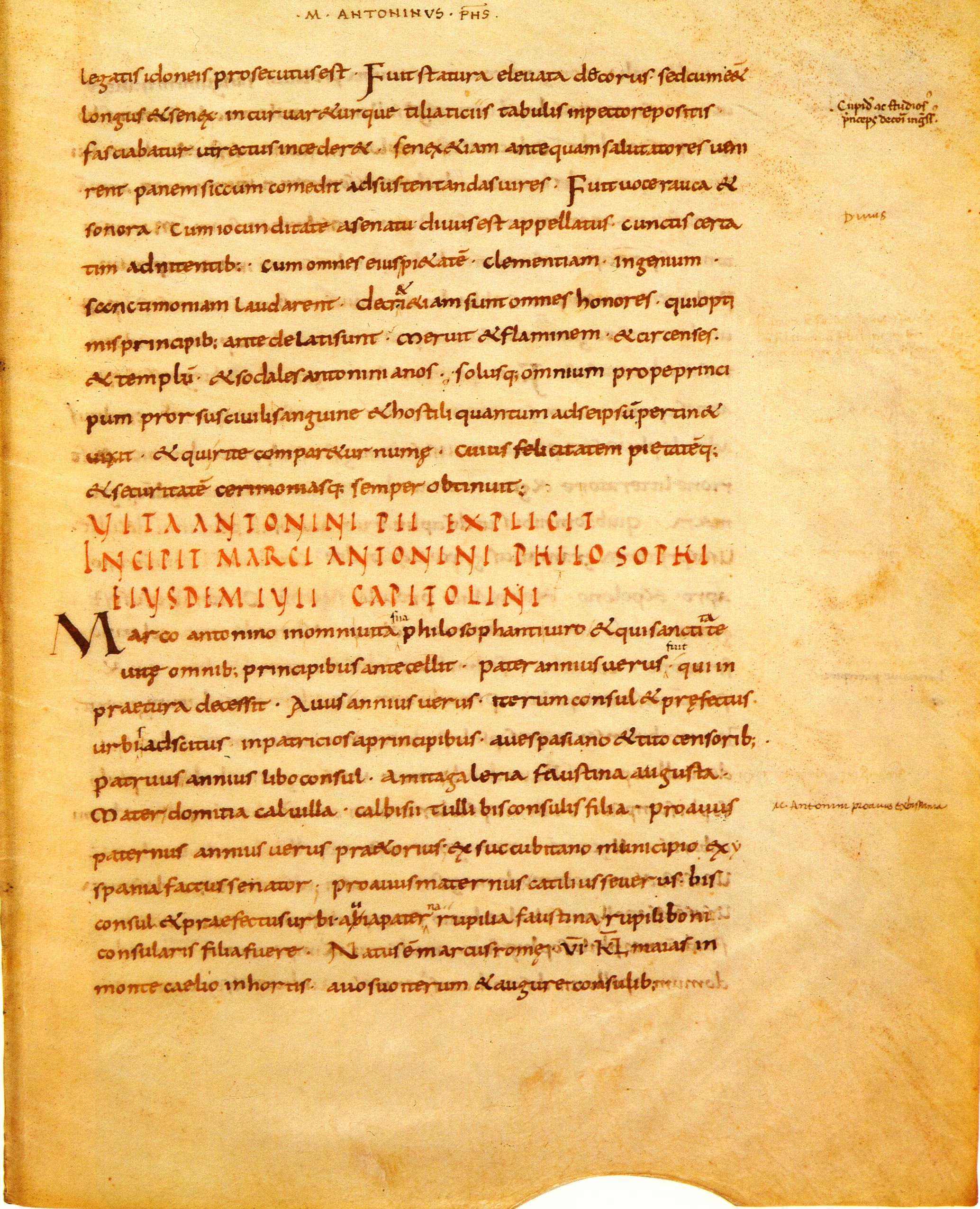
Une page du plus vieux manuscrit connu de l’Histoire Auguste (ici fin de la Vie d’Antonin le Pieux et début de celle de Marc Aurèle (Bibliothèque vaticane).

Les sources les plus importantes pour la période des Sévère sont, outre les sources littéraires malheureusement assez pauvres pour cette période, les sources épigraphiques et numismatiques, des papyrus et d’innombrables statues et bas-reliefs des empereurs et de leurs familles. En littérature, nos trois sources les plus importantes sont Cassius Dion, Hérodien, contemporains de cette période, et l’Histoire Auguste, récit biographique des empereurs Hadrien à Numérien, datant de la fin du IVe siècle.
Dion Cassius écrivit son Histoire romaine du point de vue des cercles conservateurs du Sénat romain. Quoique très partial, son récit est encore considéré comme la meilleure source et la plus fiable; en tant que sénateur, Dion avait accès à des sources d’information privilégiées et il fut contemporain de plusieurs des évènements qu’il décrit. Des quatre-vingts livres qui formaient l’Histoire romaine, seulement dix-neuf nous sont parvenus intacts, seize sous une forme abrégée et trois en extraits.
Hérodien (né vers 170 en Syrie) a rédigé une histoire de la période s’étendant de Marc Aurèle à Gordien III en 8 volumes. Originaire de Syrie comme l’épouse de Septime Sévère, il est probablement arrivé à Rome après la défaite de Pescennius Niger. Romanisé au point de parler de ses anciens compatriotes comme de « barbares », il offre un point de vue moralisateur de la décadence de Rome après Marc Aurèle. Sa géographie est floue et sa réminiscence des faits souvent inexacte,.
L’Histoire Auguste, recueil de biographies d'empereurs romains et d’usurpateurs de 117 à 284, composé en latin est peu fiable et contient de grossières erreurs de fait. L’ouvrage se présente comme une œuvre collective, rassemblant les écrits de six biographes, bien qu’il ait probablement été écrit par un auteur unique vers la fin du IVe siècle. D'une manière générale, les premières biographies sont meilleures et plus fiables que celles des empereurs plus tardifs et des usurpateurs; l’œuvre affiche un parti-pris marqué pour le Sénat et réprouve la monarchie héréditaire et les interventions de l’armée. Il cite à de nombreuses reprises l’historien Marius Maximus qui écrivit vraisemblablement sous Sévère Alexandre et, se présentant comme le continuateur de Suétone, rédigea les biographies des empereurs Nerva à Élagabal. Toutefois, son œuvre est perdue,.

## La recherche historique
Comparée à l’époque des « Empereurs-soldats » qui la suivit et que l’on associe généralement à une période de déclin, celle des Sévère apparait aux yeux des historiens comme une période généralement bénéfique pour l’empire. La volonté des Sévère d’établir une continuité dynastique qui trouva des résonances profondes au sein de l’armée et leurs efforts, quelquefois réussis, pour assurer une certaine stabilité donnent à cette période un caractère de paix et de sécurité. Avec le renversement du dernier des Sévère commence ce qu’il est convenu d’appeler la « Crise du IIIe siècle ». Néanmoins, il faut se rappeler que dès la période des Sévère se manifestent des turbulences et des crises graves qui furent ou bien causées par les empereurs eux-mêmes ou empirées par leur conduite,.

### Aspects ethnique et culturel

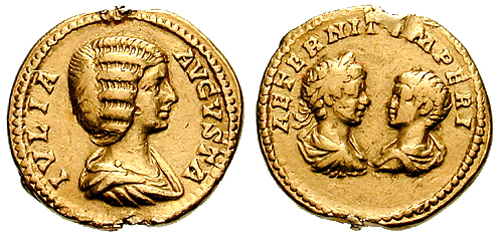
Un aureus montrant à l’endos Julia Domna et au verso ses deux fils, Caracalla et Geta.

Le regard critique qu’a porté la recherche scientifique sur la période des Sévère au cours des dernières années a permis de modifier considérablement l’image qu’on s’en faisait. Au XIXe siècle et même au cœur du XXe siècle, régnait une école de pensée qui voyait dans la période des Sévère le triomphe du provincialisme sur la mentalité romaine traditionnelle. L’accent était surtout porté sur le caractère africain et oriental des empereurs de la dynastie et des membres féminins de leur cour. Leur politique aussi bien que leur caractère et leur vie privée étaient analysés en fonction de leur origine ethnique. On expliquait les mesures cruelles de Septime Sévère par ses racines africaines. On parlait couramment de « revanche de Carthage » au sujet de la prise de pouvoir de Septime Sévère. La destruction de Carthage au cours des guerres puniques était maintenant compensée par l’humiliation de Rome. Les jugements sur le règne des derniers Sévère mettaient aussi l’accent sur leur caractère « non romain ». Le caractère syrien ou oriental était mis en exergue. On attribuait la politique religieuse excentrique et les préférences sexuelles déviantes d’Élagabal aux influences perverses des femmes de la cour. Ce portrait, auquel s’ajoutait la terreur utilisée par Caracalla, donnait une impression de décadence et de déclin politique, moral et civique. L’utilisation de clichés courant sur la mentalité orientale se retrouvait dans l’explication que l’on donnait de cette influence sur la décadence de l’époque. En 1973 encore, Hermann Bengston décrivait Élagabal comme « un Oriental typique ».
La recherche moderne s’est progressivement éloignée de ces jugements globaux sans nuance. Elle tente plutôt d’en arriver à une appréciation impartiale du rôle et de la puissance qu’ont exercés les personnages féminins qui entouraient l’empereur. Ainsi, Karl Christ put-il écrire en 1988 que ce n’est pas tant en raison de la pertinence du rôle assumé par ces femmes que la dynastie est tombée, mais plutôt en raison de l’inaptitude de leurs partenaires masculins à gouverner. Le mot-clé « orientalisation » reçoit une acception beaucoup plus limitée. Dans une recherche publiée en 1979, Erich Kettenhofen souligne plutôt le phénomène de continuité dans la politique impériale et affirme qu’il est difficile de démontrer que c’est sous l’influence des princesses syriennes que s’est établie une conception orientale du pouvoir et de la religion. Pour sa part, Bruno Bleckmann affirmait en 2002 que « le jeu de pouvoir entre les sexes ne favorisait guère plus le matriarcat dans la Syrie romanisante qu’ailleurs dans l’empire ». Enfin, Brian Campbell affirmait en 2005 qu’il n’y avait pas lieu de supposer que la politique menée par Septime Sévère dénotât une mentalité autre que romaine ou qu’elle ait démontré une partialité en faveur de l’Afrique d’où il venait. Nombre de chercheurs avant eux en étaient déjà venu à la conclusion que l’on ne pouvait conclure à une préférence marquée en faveur des Africains et que la présence d’un bon nombre de ceux-ci dans des postes ou missions importantes reflétait simplement le poids politique et économique des provinces africaines à cette période.

### Évaluation de la politique militaire
La politique militaire des Sévère a fait l’objet de différentes appréciations, laquelle déjà à leur époque, avait suscité de vives critiques. Ainsi les reproches d’Hérodien à l’effet que les légionnaires s’étaient ramollis, que la discipline s’était perdue en raison du relâchement de la dure vie militaire traditionnelle et de l’appât du gain ont trouvé écho auprès d’un grand nombre d’historiens modernes. Déjà, en 1908, Alfred von Domaszewski dans son traité devenu un classique du genre sur l’organisation de l’armée soutenait que si Septime Sévère était parvenu à maintenir la discipline chez les soldats, ses successeurs avaient failli à la tâche et que le système s’était progressivement effondré. « Cette armée, jadis si fière, avait perdu ce qui faisait sa culture propre et était devenue la honte de son propre pays et la risée des ennemis ». Von Domaszewski acceptait la thèse d’une « barbarisation » de l’armée et de la perte des traditions militaires. Dans cette veine, Ernst Kornemann affirmait en 1939 que « la militarisation excessive avait conduit à la barbarisation de l’État » ; selon lui, Septime Sévère « avait mis la hache dans les racines profondes du principat augustéen ». Pour sa part, Alfred Heuß affirmait en 1960 que la politique militaire des Sévère avait fait en sorte qu’il était impossible de maintenir le haut niveau de performance de l’armée traditionnelle et que l’abolition de l’interdiction faite aux soldats de se marier avait effacé le fossé qui séparait traditionnellement vie civile et vie militaire. « La discipline militaire classique sur laquelle reposait les succès de l’armée romaine s’était progressivement évanouie depuis Septime Sévère ».
La recherche contemporaine, au contraire, met davantage l’accent sur le bien-fondé des réformes de l’armée entreprises sous les Sévère et dans la professionnalisation qu’elle entrainait. Les restructurations de l’armée entreprises sous les Sévère étaient la conséquence logique d’efforts antérieurs visant à accroître l’efficacité de celle-ci et à l’adapter aux exigences du monde dans lequel elle évoluait. La permission donnée aux soldats de se marier était pleine de sens et était due depuis longtemps. Les problèmes fiscaux résultant du relèvement des soldes des soldats sont ainsi vus comme une réponse nécessaire à l’inflation galopante et à la nécessité de pouvoir enrôler de nouvelles recrues. Les fonctions d’officiers supérieurs ne pouvaient plus être confiées à des sénateurs inexpérimentés et souvent dilettantes, mais devaient être transférées à des officiers de carrière. Malheureusement, les historiens de l’époque, souvent issus de la classe sénatoriale, ne pouvaient comprendre ces exigences,. Que l’on ait systématiquement préféré des provinciaux aux officiers venant d’Italie pour des postes supérieurs s’est avéré une hypothèse manifestement incorrecte.

### Les empereurs et le destin de la dynastie
L’une des images les plus répandues dans les recherches antérieures est celle que Septime Sévère aurait édifié sa dynastie sur des bases solides qui auraient été sapées par la médiocrité de ses successeurs. Septime Sévère était pour sa part jugé beaucoup plus avantageusement que la plupart des autres Sévère. L’un des représentants les plus affirmés de cette thèse était Theodor Mommsen qui, en 1883, écrivait que Septime Sévère était « probablement le plus compétent de tous les empereurs », à preuve « l’édifice érigé par Septime Sévère se maintint en dépit de la mauvaise gestion de ses successeurs ». Avis que partageait Alfred Heuß en 1960 lorsqu’il écrivait que Septime Sévère fut « un grand homme d’État qui pouvait compter sur le prestige de sa propre personnalité ». Il édifia méthodiquement le principe dynastique et sa politique fut couronnée de succès. En témoignent les règnes de ses successeurs « qui ne durent leur déclin qu’à leur propre incompétence » et qui « conduisirent à l’absurde le principe sur lequel la famille des Sévères avait bâti son destin ». Enfin, Karl Christ écrivit en 1988 que la dynastie « ne fut pas, en dernière analyse, anéantie de l’extérieur, mais plutôt qu’elle s’écroula sur elle-même ».
Plus près de nous, on a tendance à remettre en question des concepts comme ceux de « mauvais empereur » ou de « sénateur dilettante » pour tenter de mieux comprendre la réalité sous-jacente : « Et si le « mauvais empereur » était d’abord un homme autoritaire ou doté d’une idéologie en rupture avec le passé ? Et si le « sénateur indolent » était aussi un nostalgique d’une république oligarchique disparue ? ».
Dans cette perspective, certains historiens mettent l’accent sur les changements de mentalité de l’époque : le vieux stoïcisme à la romaine qu’incarnaient encore Marc Aurèle ou le scepticisme distingué d’un Cicéron ont fait place à de nouvelles inquiétudes : « Le siècle est redevenu dévot, superstitieux même, bien que d’une tout autre manière ». En mettant l’accent sur l’importance des réformes entreprises par le fondateur de la dynastie sur l’organisation de l’armée, la stratégie des frontières et les conditions de vie des soldats, on souligne également à quel point l’image de l’éternité et de la félicité de l’empire était liée à celui du culte impérial incluant maintenant non seulement l’empereur, mais encore son épouse et sa parenté assimilés aux dieux contre lequel s’élevèrent les chrétiens.